# Weronika Glinkiewicz
Weronika Zofia Glinkiewicz (ur. 15 maja 1977 w Poznaniu) – polska zawodniczka uprawiająca żeglarstwo, olimpijka z Atlanty 1996.
Zawodniczka startująca w klasie Optimist i Europa. Mistrzyni Polski w klasie Europa.
Uczestniczka mistrzostw świata w roku 1998 (10. miejsce) i 2000 roku (13. miejsce), 2001 (37. miejsce), 2002 (14. miejsce), 2003 (13. miejsce) i w 2004 (21. miejsce).
Uczestniczka mistrzostw Europy w roku: 1994 (60. miejsce), 1998 (10. miejsce), 1999 (24. miejsce), 2002 (7. miejsce)
Na igrzyskach w Atlancie wystartowała w klasie Europa zajmując 20. miejsce.
Zawodniczka Jacht Klubu Wielkopolski oraz Posnanii.